# National Football League 1993 (Fiji)
In 1993 werd het 17e officiële Fijisch National Football League gespeeld. Titelhouder was Ba FA. Nadroga FC werd voor derde keer kampioen. Ba FA werd tweede met 10 punten achterstand.  

## Nacompetitie
Savusavu FC moest spelen tegen Nadi FC voor promotie/degradatie. De eerste wedstrijd won Savusavu FC met 1-0. Tweede wedstrijd stond Nadi FC met 2-0 voor en toen weigerde Savusavu verder te voetballen. De wedstrijd werd gestaakt en Nadi FC mocht in de competitie blijven. Iqbal Khan scoorde toen 2 doelpunten.

## Kampioen
| 1993                           |
| Vlag van Fiji                  |
| ------------------------------ |
| Nadroga FC Kampioen (3° titel) |